# Prödel
Prödel este o comună în Saxonia-Anhalt, Germania